# Costantino Dell'Osso
Costantino Dell'Osso (Lucera, 7 novembre 1942) è un dirigente d'azienda e politico italiano.

## Biografia
Figlio di Pasquale, assessore comunale all'Annona nelle Amministrazioni Comunali dell'immediato dopoguerra, e fratello dell'Ins. Lorenzo, assessore comunale e provinciale all'Igiene e Sanità negli anni '60, si è laureato in scienze politiche presso l'Università degli Studi di Bari, di professione ha fatto il dirigente Usl. La sua carriera politica inizia con l'elezione a consigliere comunale nella sua città natale, in seguito viene eletto consigliere provinciale (provincia di Foggia). In parlamento, invece, fa il suo ingresso, per la prima volta, nel 1987 come senatore (sarà rieletto anche nella successiva legislatura). Nel 2012 è Vicesindaco di Lucera con una coalizione di centrodestra.

### Incarichi parlamentari
Ha fatto parte delle seguenti commissioni parlamentari: Bilancio; Finanze e tesoro; Agricoltura e produzione agroalimentare; Igiene e sanità; Lavoro e previdenza sociale.

### Sottosegretario di Stato
È stato sottosegretario di Stato per l'Interno nel governo dell'ex Presidente della Repubblica Carlo Azeglio Ciampi.
Conferita l'onorificenza di Grande Ufficiale delle Repubblica dal Presidente della Repubblica Oscar Luigi Scalfaro